# 臺師大合唱團

國立臺灣師範大學合唱團第61屆團徽，設計者為第61屆副團長莊奕翰。

國立臺灣師範大學合唱團（英語：National Taiwan Normal University Chorus、NTNU Chorus），簡稱臺師大合唱團、師大合唱，是國立臺灣師範大學學生社團之一。成立於1960年，是臺灣合唱界極為活躍的學生合唱團體，主要採混聲合唱的形式，同時亦有男聲團、女聲團等編制。
近年，臺師大合唱團均報名參加全國音樂大賽，並屢獲優等；此外，每學期亦會舉辦期末音樂會、暑期巡迴演唱等大型活動，更獲邀參與校內外各大活動公演，廣獲大眾喜愛。在2020年12月12日於臺師大禮堂舉辦的師大合唱團六十週年團慶，也見證了該團悠遊長達一甲子的光輝歷史。

## 歷史沿革
1960年，由臺師大音樂系同學籌組，經學校核定後正式成立，定名為「臺師大心韻合唱團」。
1966年，音樂系同學功成身退，除指揮、伴奏多仍聘音樂系同學擔任外，其他幹部及團員均由國立臺灣師範大學其他各系同學組成。
1971年，正式改組定名為「國立臺灣師範大學合唱團」，團員須經甄試合格入團（現為自由入團）。
1991年，恢復暑期巡迴公益活動，為驗收團員一年來的成果，也將美好的音樂分享到台灣各地，並列為本團年度最大活動。
1999年，90級幹部將原由大三擔任幹部改制為大二擔任。
現今，幹部不限任意年級擔任，惟團長、副團長不得為應屆畢業生。

## 社團組織
臺師大合唱團隸屬於國立臺灣師範大學學生事務處的課外活動組，主要由理事會、監事會、指導老師和團員所構成，理事會下設有一位理事長，即團長，以及五個常務股，分別是音樂股、文宣股、公關股、總務股和活動股，各設股長一名；監事會依團員人數比例經過幹部改選選定，設有監事長一名，其他詳細組織介紹請參照臺師大合唱團組織章程。
臺師大合唱團自第40屆以來的歷屆團長名單如下：
| 屆數 | 團長     | 系級    |
| ---- | -------- | ------- |
| 40th | 劉家惠   | 國文91  |
| 41st | 陳彥婷   | 社教92  |
| 42nd | 賴佩君   | 美術93  |
| 43rd | 謝依恬   | 地科94  |
| 44th | 鄭伉妙   | 地理95  |
| 45th | 陳安頎   | 英語96  |
| 46th | 賴威成   | 機電97  |
| 47th | 陳立偉   |         |
| 48th | 鍾佩真   | 英語99  |
| 49th | 黃昱森   | 地理100 |
| 50th | 劉郁棋   | 地理101 |
| 51st | 卓邵仲豪 | 美術101 |
| 52nd | 許伯瑋   |         |
| 53rd | 江宇雯   | 社教104 |
| 54th | 王瀅綾   | 社教104 |
| 55th | 趙睦民   | 地理106 |
| 56th | 林怡葶   | 教育107 |
| 57th | 高御維   | 人發108 |
| 58th | 鍾秉諭   | 地理109 |
| 59th | 謝長亨   | 公領110 |
| 60th | 王金樂   | 地科111 |
| 61st | 王士銓   | 教院112 |
| 62nd | 呂彥蓁   | 國文113 |
| 63rd | 林怡睿   | 圖傳113 |
| 64th |          |         |

## 年度活動
臺師大合唱團每年舉辦多項活動，各屆活動特色及性質不一，由當屆幹部討論之。其中較重要者，包括期末公演、寒訓、全國學生音樂比賽、迎新晚會、送舊、團慶、團遊等、暑巡等。
- 迎新系列活動：每年九月上旬至九月底，包括社團迎新以及迎新晚會，社團迎新又分為動態與靜態：動態為上台演出形式；靜態則是博覽會擺攤形式，以達招生宣傳目的。另有迎新晚會，以表演、團康活動和實際教唱等活動介紹臺師大合唱團，邀請新生加入。
- 期中出遊：即團遊，是除歌唱以外，主要為團康旅遊性質的活動。通常為期一天，但第49屆幹部舉辦的2009《風合日栗》期中出遊為團史上兩天一夜大規模首例。
- 期末音樂會（期末公演）：學期末舉辦音樂會，展現一學期例會練唱成果。有時也接受外團邀請，舉辦聯合音樂會。如2017年《吾聲始揚》由臺師大、政大、東吾及陽明四校合唱團共同舉辦。
- 寒期訓練營：寒假期間舉辦音樂營，主要提升團員的樂理基礎以及歌唱能力，準備三月到來的全國音樂比賽。
- 幹部訓練：簡稱幹訓，為監事會所舉辦，通常是兩天一夜的形式、在校外舉行。幹訓目的為教導未來的新幹部成員，如何在未來一年經營臺師大合唱團，內容包括會議流程與須知、行政相關事宜處理，以及各種年度活動舉辦須知等等，並安排新幹部實際參與團康及各項活動帶領規劃。
- 送舊：為即將畢業的團員們舉辦送舊晚會，當屆團員與畢業團員皆會準備歌曲演出，並佐以梅酒與哈蜜瓜代表惜別之情，在夜光中以星光夜語為在師大合唱團所度過的歲月畫下完美句點。
- 暑期巡迴演唱：通常在暑假期間舉辦，由四至五天的暑訓、五至七天的暑巡和主場演唱會所組成，為臺師大合唱團年度最大盛事。團員將走出校園，拜訪台灣各地育幼院及護理之家等機構，舉辦慈善演唱，學習服務與關懷。並利用演出之餘，參觀當地的風采，增進團員對鄉土的認識。
- 團慶：每五年舉辦一次，將邀請歷屆師大合唱團的團員們參加，新舊幹部也可以互相認識交流。上一次團慶為2020年慶祝師大合唱團六十週年的《六〇望繁 — 一甲子的約定》。

此外，臺師大合唱團也曾舉辦系際合唱比賽、合唱週等活動。

## 組織章程
臺師大合唱團組織章程自 1972 年在團員大會通過後至 2017 年間，共經歷了十一次的修訂。　
　　　　中華民國六十六年第一次修訂　　中華民國八十七年第七次修訂
　　　　中華民國六十七年第二次修訂　　中華民國九十年第八次修訂
　　　　中華民國六十八年第三次修訂　　中華民國九十一年第九次修訂
　　　　中華民國七十一年第四次修訂　　中華民國九十九年第十次修訂
　　　　中華民國七十三年第五次修訂　　中華民國一〇六年第十一次修訂
　　　　中華民國八十五年第六次修訂
目前的組織章程內容如下：
第一章　總則
　　第一條　　團名
　　　　本團定名為「國立臺灣師範大學合唱團」（以下簡稱本團）。
　　第二條　　宗旨
　　　　本團以提高音樂素養，倡導音樂風氣，培養音樂欣賞興趣為宗旨。
第二章　團員
　　第三條　　團員資格
　　　　凡贊成本團宗旨，懷抱對音樂及歌唱之熱情並經入團試音合格者，得為本團團員。
　　　　入團試音辦法由理監事會另定細則行之。
　　第四條　　退團
　　　　凡團員之違反團規，或無故缺席達三分之一者，經由理監事會議決，予以警告或除名之。
　　　　作為享有本團團員權利之依據，團規由理監事會另行細則行之。
　　第五條　　獎懲
　　　　學期末時，理事會得就團員之表現，報請學校獎懲之。
第三章　權利與義務
　　第六條　　權利
　　　　本團團員享有之權利如下： 
　　　　（一）發言權及表決權。
　　　　（二）選舉權及被選舉權。
　　　　（三）參加本團各項活動。
　　　　（四）借用團產。
　　　　唯活動人數受限制時，練唱出席較高之團員享有優先權。
　　　　團產使用辦法由理監事會另行細則定之。
　　第七條　　義務
　　　　本團團員應盡之義務如下： 
　　　　（一）遵守本團團規及決議案。
　　　　（二）擔任本團經選舉過程所委任之職務。
　　　　（三）參加所規定之集會及練唱。
　　　　（四）繳交團費。
第四章　組織
　　第八條　　團員大會
　　　　本團設團員大會為最高權力機構。團員大會閉會期間，由理事會代行其職權。
　　第九條　　理事會
　　　　本團設理事會為最高執行機構。
　　　　理事會由團務理事兩人及常務理事組成。
　　　　常務理事由團員大會選舉之，任期一年，連選得連任。
　　　　常務理事改選辦法由監事會另訂之。
　　　　理事會成員應具團員身分。
　　　　常務理事人數由團員人數決定，若團員人數在41人（含）以上者設常務理事七人，團員人數在40（含）以下者設常務理事五人。
　　　　達以下情況者，前任監事會可視情況調整常務理事當選人數。
　　　　（一）團員人數過多或過少。
　　　　（二）參選人數過多或過少。
　　　　（三）其他原因。
　　　　其他原因由理監事會另訂之。
　　第十條　　團長
　　　　團長、副團長各一人，由理事會互選之。團長綜理團務，副團長襄助之。
　　　　團長、副團長不得為應屆畢業生。團長、副團長職務得連選連任一次。
　　第十一條　團務理事
　　　　團務理事由前任理監事會就符合以下條件之一或以上者選之，
　　　　由團員大會聘之，以協助團務之推展：
　　　　（一）曾任常務理事。
　　　　（二）曾擔任本團各組組長。
　　　　（三）曾擔任本團各項活動之負責人。
　　第十二條　監事會
　　　　本團設監事會為最高監督機構，監督理事會行事。
　　　　監事由團員大會選舉之，任期一年，連選得連任。
　　　　監事會成員應具團員身分。
　　　　監事人數由團員人數決定，若團員人數在41人（含）以上者設監事五人，團員人數在40（含）以下者設監事三人。
　　　　監事會設監事長一人，由監事互選之。
　　　　監事不得兼任本團其它行政職務。
　　　　達以下情況者，前任監事會可視情況調整監事當選人數。
　　　　（一）團員人數過多或過少。
　　　　（二）參選人數過多或過少。
　　　　（三）其他原因。
　　　　其他原因由理監事會另訂之。
　　第十三條　指導老師
　　　　本團置指導老師一名，由理事會遴選之，後請學務處通過後聘任之，以指導本團事務。
　　第十四條　指揮
　　　　本團得置指揮一至兩名，由理事會遴聘國內外音樂家任之，以指導本團音樂性活動。
　　第十五條　學生指揮
　　　　本團得置學生指揮若干名。由指揮老師與理事會就團員中遴選。
　　第十六條　伴奏
　　　　本團置伴奏若干名，擔任練唱、演唱及比賽時的伴奏，遴選辦法由指揮老師及理事會決定。
　　　　伴奏具團員身份，惟不必繳交團費。
　　第十七條　顧問
　　　　本團得置顧問若干名，由理事會聘請國內外知名音樂家擔任之。
　　第十八條　行政組織
　　　　本團設下列各組，以協助理事會處理團務：
　　　　（一）音樂組：負責本團之譜務、協助音樂發展、練唱等事宜。
　　　　（二）文書組：負責本團之資料、編輯、記錄及攝影等事宜。
　　　　（三）公關組：負責本團人事、對內之聯絡、對外之公關等事宜。
　　　　（四）宣傳組：負責本團之宣傳事宜。
　　　　（五）總務組：負責本團之出納、會計、團產管理、庶務等事宜。
　　　　（六）活動組：負責本團之康樂、服務、家族等事宜。
　　　　各組設組長一人，由理事會就團員中遴聘之。各組得置組員若干名，
　　　　由組長提請理事會聘任之。組長及組員任期均為一年。
　　第十九條　給薪
　　　　本團理監事及各組幹部均為義務職。
　　第廿條　　監事去職
　　　　本團監事如有下列情況之一，應予解任，並由團員大會補選之：
　　　　（一）因不得已事故，經理監事會議決准令其退職者。
　　　　（二）違反法令、團規，經理監事會議決令其退職者。
　　　　（三）集會例會無故缺席達八分之一，經理監事會議決令其退職者。
　　第廿一條　理事去職
　　　　本團理事如有下列情形之一，應予解任，並由團員大會補選之：
　　　　（一）因不得已事故，經理監事會議決準令其退職者。
　　　　（二）違反法令、團規，經理監事會議決令其退職者。
　　　　（三）集會例會無故缺席達八分之一，經理監事會議決令其退職者。
　　　　（四）所有現任團員可因嚴重忽略職務等因，提出改選提案。
　　第廿二條　幹部去職
　　　　本團各幹部如有下列情況之一者，得經理監事會議決解任之，並由理事會補選之：
　　　　（一）因不得已事故，提出辭呈者。
　　　　（二）違反法令、團規，阻礙團務，有損團譽者。
　　　　（三）集會例會無故達八分之一者。
　　　　（四）所有現任團員可因嚴重忽略職務等因，提出改選提案。
第五章　會議
　　第廿三條　團員大會
　　　　本團設團員大會，由全體團員組成，現任團長主持。
　　　　團長每學年召開一次，商討各項團務之施行、修改章程、選舉下一學年度理監事。
　　　　必要時得由團長或監事長召開臨時會議。 
　　第廿四條　幹部會議
　　　　本團設幹部會議，由理事及各組組長組成之，每學期召開數次，共商各項團務之施行。
　　　　必要時，得召開臨時會議。
　　第廿五條　理監事會
　　　　本團設理監事會議，由團長召集之。每學期召開兩次，以商討各項團務之計畫考核事宜。
　　　　若有需要得由理事會或由監事會召開臨時會議。
第六章　經費
　　第廿六條　經費來源
　　　　本團經費之來源如下：
　　　　（一）學校核准之補助費。
　　　　（二）團員繳交之團費。
　　　　（三）自由樂捐。
　　　　（四）基金之滋息。
　　　　（五）廣告贊助。
第七章　章程修訂
　　第廿七條　修訂章程
　　　　本章程得視情況修訂，其修定程序如下：
　　　　（一）由幹部或監事會題出修訂草案，交由理監事會通過，再經團員大會三分之二以上出席，出席團員三分之二以上同意後施行之。
　　　　（二）團員亦可提出修正案。經團員五分之一連署後，報請監事會，召開團員大會，經團員大會三分之二以上出席，出席團員三分之二以上同意後施行之。
第八章　附則
　　第廿八條　細則
　　　　本團各項行事細則由各組幹部另訂之。
　　第廿九條　牴觸
　　　　本章程與學校章程牴觸時，依學校規章辦理之。
　　第卅條　　施行
　　　　本章程經團員大會通過，提請學務處核准後施行之，修正亦同。
　　第卅一條　公布
　　　　由幹部另訂之細則，符合以下情況者，需明文公布，並向團員宣讀。
　　　　（一）與團員權利直接相關者。
　　　　（二）與團員權利間接相關，但有重大影響力者。
　　　　（三）其他。
　　　　細則需在正式施行前一週公布。

## 外部連結
- 師大合唱團官方臉書專頁 （页面存档备份，存于）
- 師大合唱團官方Instagram專頁
- 臺師大合唱團官方網站
- 臺師大合唱團2009暑期巡迴官方部落格 （页面存档备份，存于）
- 59~79級學長姐的「滿心歡喜臺師合唱人」網站